# Erich Abraham
Erich Abraham (Marienburg, 27 de março de 1895 — Wiesbaden, 7 de março de 1971) foi um general-de-infantaria alemão durante a Segunda Guerra Mundial.

## Biografia
Abraham nasceu em Marienburg, Prússia Oriental, em 1895. Ele se ofereceu para o serviço militar após a eclosão da Primeira Guerra Mundial e no ano seguinte foi comissionado como Leutnant der Reserve. Ele foi desmobilizado em 1920 como Oberleutnant honorário e ingressou na polícia. Ele voltou ao serviço militar em 1935 na patente de major. Ele comandou um batalhão de infantaria no 105º Regimento de Infantaria em 1936-39, sendo promovido a Oberstleutnant em 1938. Em 1939, ele foi transferido para o 266º Regimento de Infantaria, novamente comandando um batalhão por um ano. Em 1940 foi nomeado comandante do 230º Regimento de Infantaria e, em 1941, foi promovido a Oberst, continuando no comando desse regimento até 1942. Durante seu tempo no comando do 230º Regimento de Infantaria, ele foi condecorado com a Cruz de Cavaleiro da Cruz de Ferro.
Em 17 de fevereiro de 1943, ele foi nomeado para comandar a 76ª Divisão de Infantaria, que estava sendo reconstruída na França depois que a divisão original foi destruída em Stalingrado. Ele foi promovido a Generalmajor em 1 de junho de 1943, após o qual liderou a divisão inicialmente para a Itália antes de ser transferido para o Grupo de Exércitos Sul na Frente Oriental durante o inverno de 1943-1944. Em 1º de janeiro de 1944, Abraham foi promovido a Generalleutnant. Ele continuou a comandar a divisão em combates pesados e durante a retirada em face da Ofensiva Dnieper-Cárpato do Exército Vermelho e, exceto por um curto período de julho a agosto, comandou a divisão até outubro de 1944. Enquanto comandava a divisão, ele recebeu as Folhas de Carvalho de sua Cruz de Cavaleiro da Cruz de Ferro. Mais tarde naquele ano, ele foi nomeado para comandar o LXIII Corps. Em março de 1945 foi promovido a General der Infanterie. Capturado no final da guerra, ele foi libertado em agosto de 1947. Após a libertação, ele morou em Wiesbaden, Alemanha Ocidental. Ele morreu em 1971.

## Honrarias
- Cruz de Ferro 2ª Classe (1914) - 2 de setembro de 1915[6]
- Cruz de Ferro 1ª Classe (1914) - 27 de junho de 1917[6]
- Cruz de Mérito Militar Austríaco 3rd Classe com decoração de guerra - 20 de março de 1917[7]
- Cruz de Honra da Primeira Guerra Mundial 1914/1918 - 1 de dezembro de 1934[7]
- Condecoração da Wehrmacht por longo tempo de serviço 2ª Classe - 2 de outubro de 1936[7]
- Medalha da Muralha Ocidental
- Broche da Cruz de Ferro (1939) 2ª Classe - 10 de março de 1940[6]
- Broche da Cruz de Ferro (1939) 1ª Classe - 21 de junho de 1940[6]
- Grande Cruz da Ordem da Coroa da Romênia 22 de junho de 1942[6]
- Distintivo da infantaria de assalto - 13 de novembro de 1942[6]
- Medalha da Frente Oriental
- Cruz Germânica em ouro - 7 de março de 1942[8]
- Cruz de Cavaleiro da Cruz de Ferro - 13 de novembro de 1942[9][10]
- Cruz de Cavaleiro da Cruz de Ferro com Folhas de Carvalho[9][11]